# سیارک ۵۵۷۰۱
سیارک ۵۵۷۰۱ (به انگلیسی: 55701 Ukalegon، نامگذاری:1193T-3) پنجاه و پنج هزار و هفتصد و یکمین سیارک کشف شده‌است که در ۱۷ اکتبر ۱۹۷۷ کشف شد.